# Kontroverse um den Veggietag
Die Kontroverse um den Veggietag war eine politische Auseinandersetzung im Vorfeld der deutschen Bundestagswahl 2013. Dabei sorgte die Empfehlung von Bündnis 90/Die Grünen, zur Reduzierung des Fleischkonsums in Deutschland einen „Veggietag“ in öffentlichen Kantinen einzuführen, für eine lebhafte öffentliche Debatte während des Wahlkampfs.

## Der Veggietag im Wahlprogramm der Grünen
Im November 2010 beschloss eine Bundesdelegiertenkonferenz, Veggie-Day-Initiativen zu unterstützen. Mit dieser Unterstützung einer „kleinen Veränderung unseres Lebensstils“ wolle man „Flagge zeigen gegen die zerstörerischen Mittel der industriellen Agrarproduktion: Raubbau an Klima und Natur, ungerechte Verteilung von Boden, Wasser und Nahrung, Verschwendung von Lebensmitteln und tierquälende Massentierhaltung“. Der Beschluss wurde mit dem Gebot zu Nachhaltigkeit, Ressourcen- und Klimaschutz sowie Verteilungsgerechtigkeit begründet. Der Veggieday sei eine „wirksame Demonstration“, mit der „mehr Menschen zum Nachdenken über ‚eingefleischte‘ Konsumgewohnheiten“ bewegt werden könnten.
Die Bundestagsfraktion von Bündnis 90/Die Grünen beschloss im Februar 2011 ein Positionspapier, der auf diesem Parteitagsbeschluss aufbaute. Die Veggieday-Kampagne sollte demnach als politisches Signal unterstützt werden.
Im April 2013 verabschiedete Bündnis 90/Die Grünen ein Wahlprogramm, in dem auf 327 Seiten bis in Details die Vorstellungen der Grünen für eine Transformation der Industriegesellschaft formuliert wurden. Im Kapitel zur Massentierhaltung fand sich ein Passus zum Veggie-Day, in dem es hieß:

„Pro Kopf und Jahr essen wir Deutsche rund 60 Kilo Fleisch. Dieser hohe Fleischverbrauch birgt nicht nur gesundheitliche Risiken. Er erzwingt auch eine Massentierhaltung, die auf Mensch, Tiere und Umwelt keine Rücksicht nimmt. Deshalb fordern wir mehr Verbraucheraufklärung zu den gesundheitlichen, sozialen und ökologischen Folgen des Fleischkonsums. Öffentliche Kantinen sollen Vorreiterfunktionen übernehmen. Angebote von vegetarischen und veganen Gerichten und ein „Veggie Day“ sollen zum Standard werden. Wir wollen ein Label für vegetarische und vegane Produkte.“

## Verlauf der öffentlichen Debatte
Die ARD-Berlin-Korrespondentin Sarah Renner sieht die Aufregung um den Veggieday als politisches Lehrstück für die Positionierung eines Wahlkampfthemas im Sommerloch. Sie beschreibt den Ablauf wie folgt: Zunächst habe ein von ihr selbst nicht namentlich erwähnter rheinland-pfälzischer Bundestagsabgeordneter der CDU Mitte Juli Berliner Journalisten zu einem Hintergrundgespräch geladen. Dabei sei eine längere Liste von angeblichen Verboten und Verbotsvorhaben der Grünen vorgestellt worden, vom Nachtangeln über Lichtverschmutzung bis zum Ponyreiten bei Volksfesten. Die FAZ griff das Thema am 16. Juli 2013 umgehend auf und verwies namentlich auf den stellvertretenden Fraktionsvorsitzenden der CDU, Michael Fuchs, als Urheber der Liste. Am Folgetag kam die Bildzeitung mit einer ersten Meldung heraus, ohne jedoch besondere Resonanz zu erzielen.
Zwei Wochen später brachte die Bildzeitung das Thema am 5. August unter dem Aufmacher Die Grünen wollen uns das Fleisch verbieten! erneut heraus und gab dies auch als Meldung an die Nachrichtenagenturen weiter. Dem Journalisten Stefan Niggemeier zufolge habe die Bildzeitung damit mit einer „typisch falsche[n] Überschrift“ und mehrjähriger Verspätung im Wahlkampf eine altbekannte Position der Grünen skandalisiert.
Dieser zweite Anlauf der Bildzeitung führte zu einem „medialen Aufschrei“. Innerhalb kurzer Zeit übernahmen zunächst die Presseagenturen, dann die anderen Medien das Thema. Daraufhin wurde Aufregung und Empörung in Reihen der Unionsparteien, der SPD und der FDP laut. Nazi-Vergleiche und andere Äußerungen wurden wiederum Gegenstand von neuen Medienberichten, so dass das Thema längere Zeit in den Medien blieb.
Die Resonanz in sozialen Netzwerken war besonders groß und wurde auf Facebook und Twitter intensiv debattiert. Der Wirtschaftswoche zufolge wurde der „Veggie Day“ im August zu einem der fünf am häufigsten diskutierten Themen und ließ „Überwachung“ oder „NSA“ hinter sich.
Laut dem Forsa-Chef Manfred Güllner habe die Debatte um den Veggieday das Image der Grünen als „Bevormundungspartei“ befördert und der Partei geschadet.
Nach der Bundestagswahl verschwand der Veggie-Day aus den Medien. Innerhalb der grünen Partei wurde jedoch darüber gestritten, wie man das Stigma der Verbotspartei abschütteln könne. Auf einer Bundesdelegiertenkonferenz im November 2014 verabschiedeten sich die Grünen mit knapper Mehrheit ausdrücklich vom Veggie-Day. „Ob jemand am Donnerstag Fleisch isst oder nicht, ist uns herzlich egal“, hieß es in dem Beschluss.

## Positionen
Politische Gegner der Grünen nutzten die Debatte, diese als Verbots- und Reglementierungspartei darzustellen. Die Empfehlung für einen Veggieday wurde unter anderem mit der Forderung nach einer gravierenden Benzinpreiserhöhung im Umfeld der Bundesdelegiertenkonferenz von Bündnis 90/Die Grünen 1998 in Magdeburg verglichen.
Politiker der Grünen versuchten einerseits, die Argumente für einen Veggie-Day zu erläutern, betonten andererseits, dass kein gesetzlicher Zwang vorgesehen und dies auch gar nicht möglich sei.
Neben der Kritik erhielt der Vorstoß in den Medien und von Verbänden auch Unterstützung.

## Umfragen
Die Debatte führte zu mehreren Umfragen über die Akzeptanz eines fleischlosen Tages in Großküchen, die im August 2013 annähernd gleichzeitig zu verschiedenen Ergebnissen führten.
| Institut        | Pro  | Contra |
| --------------- | ---- | ------ |
| Emnid           | 53 % | 44 %   |
| Forsa           | 50 % | 48 %   |
| IfD Allensbach  | 46 % | 41 %   |
| Infratest dimap | 36 % | 61 %   |
| YouGov          | 45 % | 43 %   |

Die Umfragen stimmten darin überein, dass der Veggietag besonders von Frauen, von Jüngeren und von Wählern der Grünen positiv bewertet wird. Besonders von Männern, Älteren und Wählern der FDP und der CDU/CSU wird er dagegen überdurchschnittlich abgelehnt.